# Georgios Athanasiadis-Novas
Georgios Athanasiadis-Novas (Grieks: Γιώργος Αθανασιάδης-Νόβας; in het Nederlands ook George Athanasiadis-Novas) (Nafpaktos, 9 februari 1893- Athene, Griekenland, 10 augustus 1987) was een Grieks politicus, advocaat en premier van Griekenland van 15 juli tot 20 augustus 1965.

## Levensloop
Athanasiadis-Novas studeerde rechten aan de Universiteit van Athene. In 1926 werd hij verkozen in het Griekse parlement. Na de Griekse Burgeroorlog van 1946-1949 werd hij minister van Onderwijs (1950-1951) en minister van Industrie (1951-1952).
In 1964 werd hij voorzitter van het Griekse Parlement en één jaar later, in 1965, werd hij door koning Constantijn II benoemd tot eerste minister. Hij behield dit mandaat niet lang, zijn regering viel al na één maand na een motie van wantrouwen in het parlement.
- Bibliothèque nationale de France: cb114498633 (data)
- Gemeinsame Normdatei: 10112256X
- International Standard Name Identifier: 0000 0001 1497 7849
- Library of Congress Control Number: n82052347
- Nederlandse Thesaurus van Auteursnamen: 073077402
- Système universitaire de documentation: 150297831
- Trove: 1067550
- Virtual International Authority File: 122375350
- WorldCat: E39PBJgxp9TMCRFvXbGRQyJxDq